# Lanna
El reino de Lanna, Lan Na o Lannathai (en tai septentrional: ᩋᩣᨱᩣᨧᩢᨠ᩠ᨠ᩼ᩃ᩶ᩣ᩠ᨶᨶᩣ [ʔaː.naː.tɕǎk.láːn.naː] «el reino de un millón de campos de arroz», en tailandés: อาณาจักรล้านนา) fue un estado indianizado del norte de Tailandia. Consistía en una serie de ciudades-estado parcialmente independientes.

## Historia
El reino fue fundado en 1259 por el rey Mengrai El Grande, cuando sucedió a su padre como líder del reino de Chiang Saen. En 1262 fundó la ciudad de Chiang Rai como su capital (1296-1775). El país creció rápidamente al reunir a la mayoría de los pueblos de la zona bajo su liderazgo. También fue parte de ese crecimiento el proceso de anexión del reino Mon de Haripunchai en 1292 (el área incluía las actuales ciudades de Lampang y Lamphun). En 1296 se fundó la ciudad de Chiang Mai como nueva capital del reino con la ayuda de los aliados Ngam Muang de Phayao y Ramkhamhaeng de Sukhothai. Sin embargo, se vio debilitada y luego cayó bajo influencia birmana. Desde el siglo XVI en adelante, Lanna fue gobernado por los sucesivos reyes títeres que eran nombrados por los reyes birmanos. Taksin de Thonburi ocupó Lanna finalmente en 1774, y lo rompió en una serie de reinos tributarios.
- Datos: Q1059707
- Multimedia: Lanna Kingdom / Q1059707